# Odontolabis cuvera
Odontolabis cuvera là một loài bọ cánh cứng trong họ Lucanidae. Con đực có 3 dạng hình thái với các kích thước khác nhau.

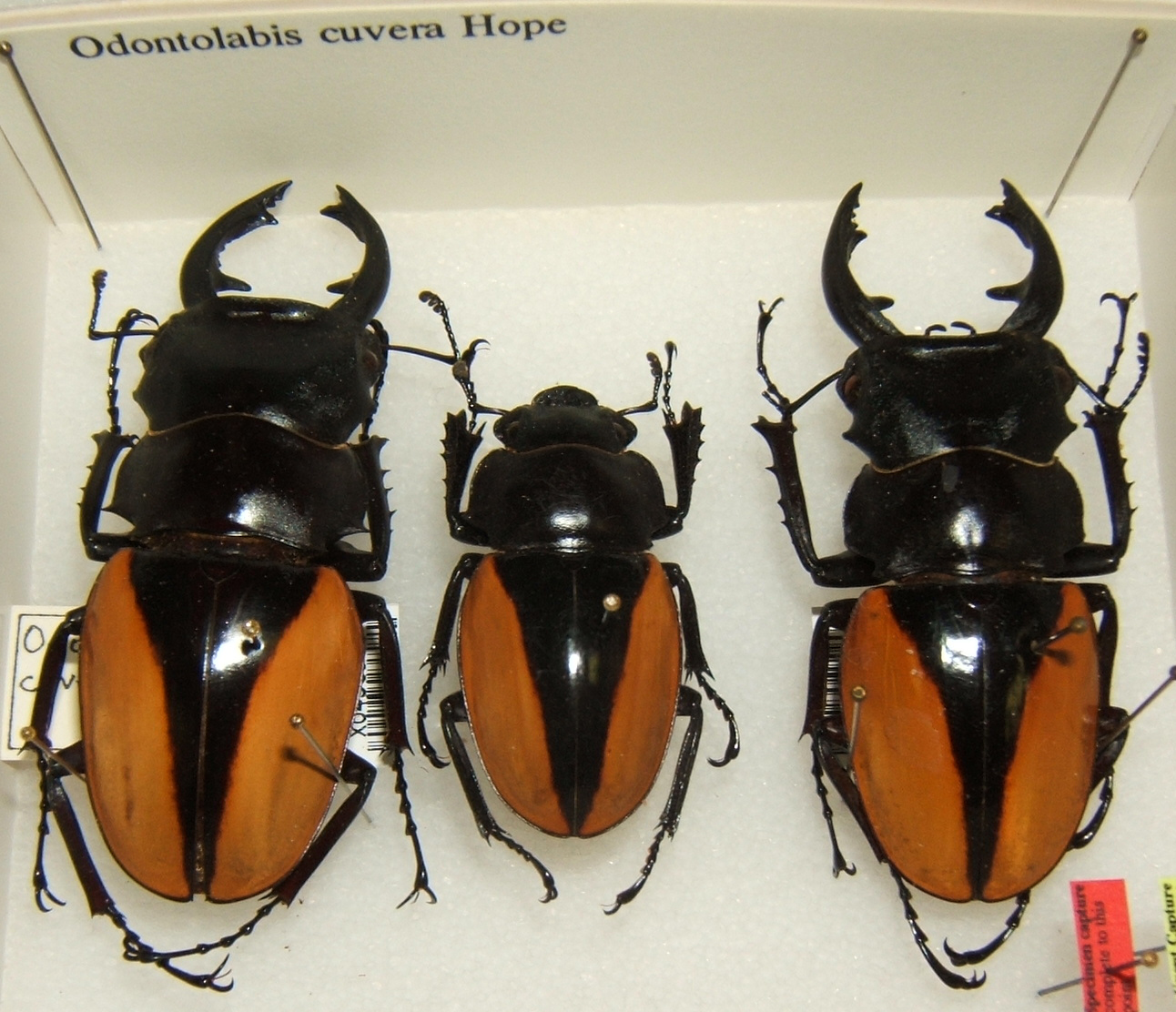

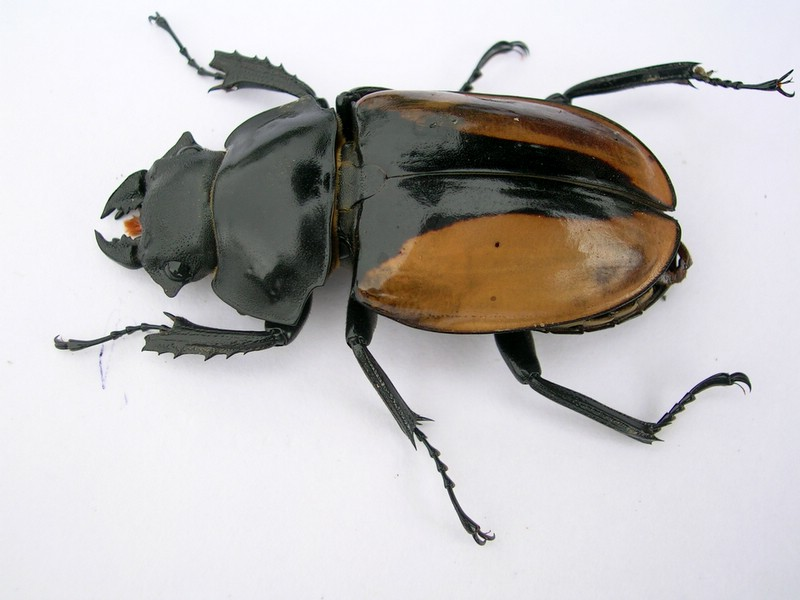
Ở Tây Ghats

Đây là loài bản địa của Đông Nam Á.

## Phân loài
- Odontolabis cuvera alticola Möllenkamp, 1902
- Odontolabis cuvera boulouxi Lacroix, 1984
- Odontolabis cuvera cuvera Hope, 1842
- Odontolabis cuvera fallaciosus Boileau, 1901
- Odontolabis cuvera lunulatus Lacroix, 1984
- Odontolabis cuvera mandibularis Möllenkamp, 1909
- Odontolabis cuvera sinensis Westwood, 1848

## Hình ảnh

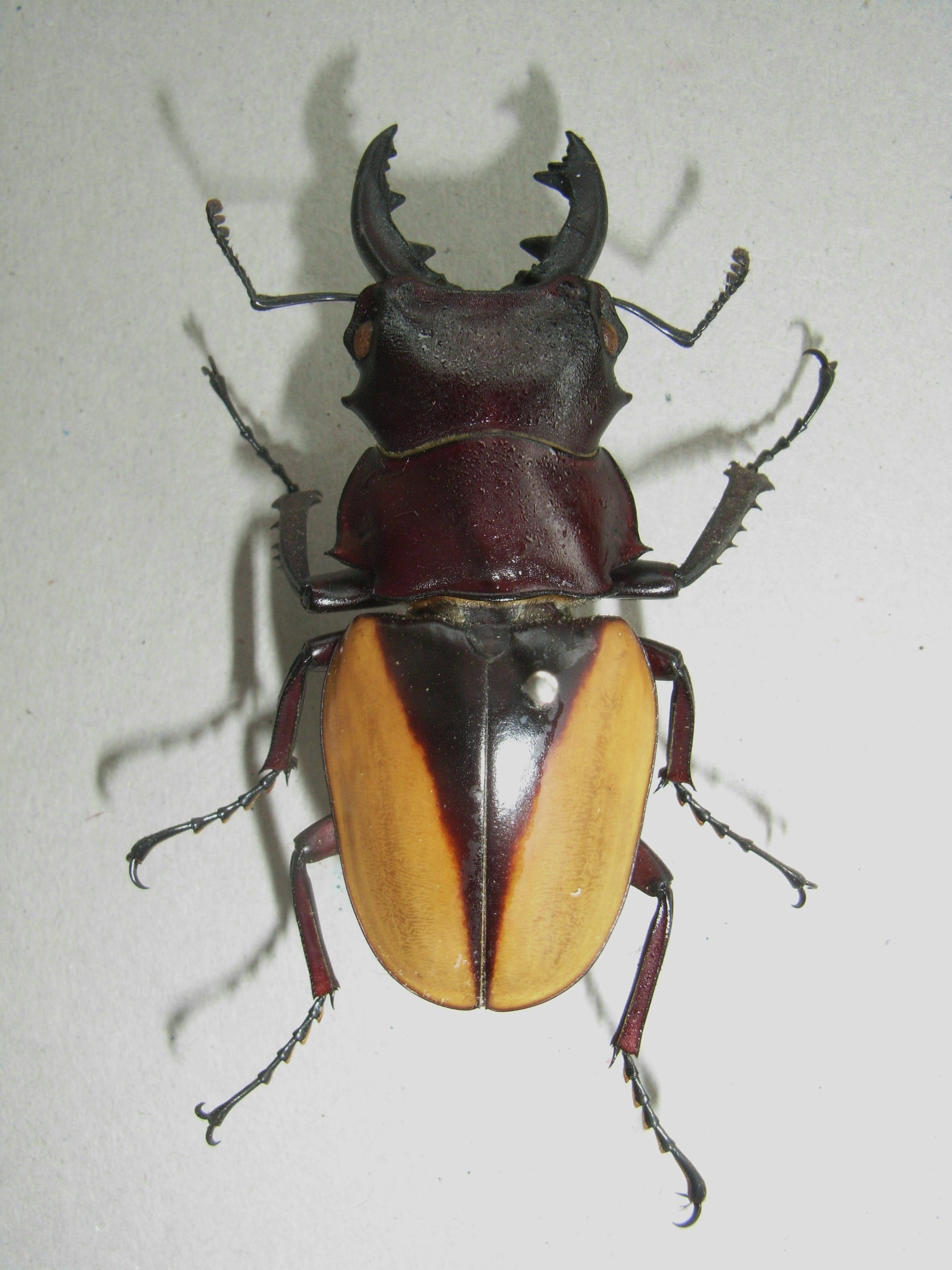
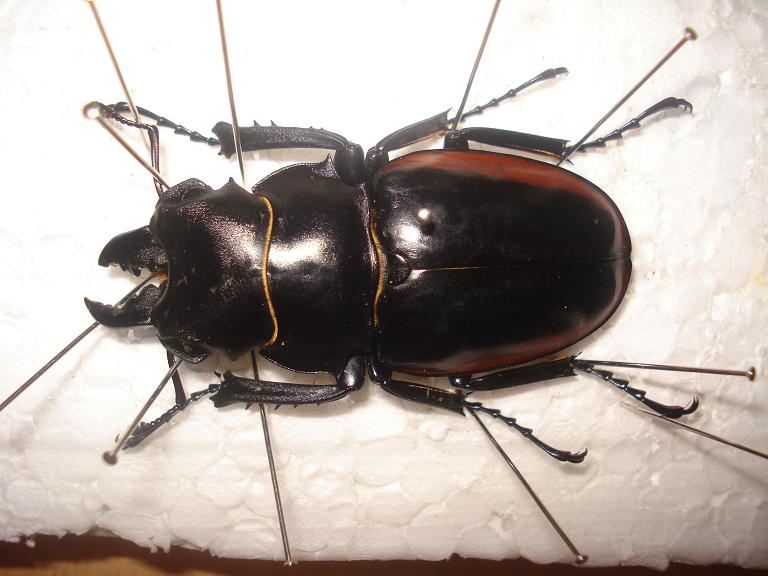